# Brian Rowe
Pour les articles homonymes, voir Rowe.
Brian Rowe est un joueur américain de soccer né le 16 novembre 1988 à Chicago qui évolue au poste de gardien de but.

## Biographie
Après une carrière universitaire avec les Bruins de l'UCLA, Brian Rowe est repêché en vingt-quatrième position par Chivas USA lors de la MLS Supplemental Draft 2012. Il ne parvient pas à convaincre cette équipe mais signe néanmoins un contrat avec la ligue comme gardien de secours. Il est finalement recruté par le Galaxy de Los Angeles le 13 juillet 2012 pour être le troisième gardien de l'équipe.
En six saisons et demi, il dispute néanmoins 75 matchs avant d'être transféré aux Whitecaps de Vancouver pour la saison 2018. Avec les Whitecaps, il dispute dix rencontres en 2018 avant que son contrat, qui arrive à échéance, ne soit pas renouvelé à l'hiver.
Il retrouve cependant un club le 22 février 2019 quand il s'engage en faveur du Orlando City SC. Il est le gardien titulaire de la franchise floridienne en 2019 avant de perdre son statut en 2020 avec l'arrivée de l'international péruvien Pedro Gallese. Il joue néanmoins cinq matchs durant cette saison, et entre en jeu lors de la séance de tirs au but face au New York City FC dans la première rencontre de l'histoire d'Orlando City en séries éliminatoires de la MLS avant que son entrée en jeu ne soit contesté par l'arbitre central qui le renvoie alors sur le banc. Finalement, il fera sa première apparition en séries lors du match suivant face au Revolution de la Nouvelle-Angleterre (défaite 1-3).
Il met un terme à sa carrière sportive le 26 mai 2021.

## Statistiques
| Saison                | Club                   | Championnat           | Championnat | Championnat | Coupe(s) nationale(s) | Coupe(s) nationale(s) | Compétition(s) continentale(s) | Compétition(s) continentale(s) | Compétition(s) continentale(s) | Séries | Séries | Total | Total |
| Saison                | Club                   | Division              | M.          | B.          | M.                    | B.                    | Comp.                          | M.                             | B.                             | M.     | B.     | M.    | B.    |
| 2012                  | Galaxy de Los Angeles  | MLS                   | 0           | 0           | 0                     | 0                     | LCC                            | 0                              | 0                              | 0      | 0      | 0     | 0     |
| 2013                  | Galaxy de Los Angeles  | MLS                   | 4           | 0           | 1                     | 0                     | LCC+LCC                        | 0+3                            | 0+0                            | 0      | 0      | 8     | 0     |
| 2014                  | Galaxy de Los Angeles  | MLS                   | 3           | 0           | 0                     | 0                     | LCC                            | 0                              | 0                              | 0      | 0      | 3     | 0     |
| 2015                  | Galaxy de Los Angeles  | MLS                   | 7           | 0           | 3                     | 0                     | LCC                            | 4                              | 0                              | 0      | 0      | 14    | 0     |
| 2016                  | Galaxy de Los Angeles  | MLS                   | 31          | 0           | 1                     | 0                     | -                              | -                              | -                              | 3      | 0      | 35    | 0     |
| 2017                  | Galaxy de Los Angeles  | MLS                   | 14          | 0           | 1                     | 0                     | -                              | -                              | -                              | -      | -      | 15    | 0     |
| Sous-total            | Sous-total             | Sous-total            | 59          | 0           | 6                     | 0                     | -                              | 7                              | 0                              | 3      | 0      | 75    | 0     |
| 2018                  | Whitecaps de Vancouver | MLS                   | 10          | 0           | 0                     | 0                     | -                              | -                              | -                              | -      | -      | 10    | 0     |
| 2019                  | Orlando City SC        | MLS                   | 32          | 0           | 0                     | 0                     | -                              | -                              | -                              | -      | -      | 32    | 0     |
| 2020                  | Orlando City SC        | MLS                   | 4           | 0           | -                     | -                     | -                              | -                              | -                              | 1      | 0      | 5     | 0     |
| Sous-total            | Sous-total             | Sous-total            | 36          | 0           | 0                     | 0                     | -                              | 0                              | 0                              | 1      | 0      | 37    | 0     |
| Total sur la carrière | Total sur la carrière  | Total sur la carrière | 105         | 0           | 6                     | 0                     | -                              | 7                              | 0                              | 4      | 0      | 122   | 0     |